# 조르당 보타카
조르당 롤리 보타카(프랑스어: Jordan Rolly Botaka, 1993년 6월 24일 ~ )는 콩고 민주 공화국의 축구 선수로, 현재 아슈도드와 콩고 민주 공화국 국가대표팀에서 윙어로 뛰고 있다.
그는 이전에 클뤼프 브뤼허, 벨레넨스스 (임대), 엑셀시오르, 신트트라위던, 헨트, 샤를루아, 그리고 포르튀나 시타르트에서 뛰었다. 그는 빠른 발과 속임수, 그리고 공에 대한 기술 때문에 '마법사'라는 별명으로 불린다.

## 구단 경력
보타카는 콩고 민주 공화국 출신 부모의 아들로 킨샤사에서 태어났으며, 그의 부모가 안트베르펜로 이사하기 전에 보타카는 안데를레흐트, 베베런, 로케런의 아카데미에 들어갔다. 그는 또한 네덜란드 여권을 가지고 있다.

### 클뤼프 브뤼허
뉴캐슬 유나이티드의 막연한 관심에 따라, 보타카는 2012년 1월 23일 로케런에서 2년 6개월 계약을 맺고 클뤼프 브뤼허로 이적했다.
보타카는 1년 내내 클럽에서 뛰면서 리저브에서 보냈다. 1군 경험을 쌓는 것을 돕기 위해 보타카는 미첼 판 데르 하흐가 매니저였던 2013년 포르투갈 팀 벨레넨스스에 임대로 합류했다. 그 클럽은 또한 영구적인 거래로 보타카를 살 수 있는 옵션을 규정했다. 그러나 행정적인 실수로 인해 보타카는 그 클럽을 위해 공식 경기를 할 수 없었다.

### 엑셀시오르
포르투갈에서의 선수 생활 이후, 보타카는 클뤼프 브뤼허로 방출되었고, 페예노르트에 입단하여 재판을 받았지만, 페예노르트와 피더 클럽 엑셀시오르의 긴밀한 관계로 인해, 보타카는 2013년 6월에 그의 팀에서 재판을 받았다. 그는 그곳에서 4주간의 재판 기간 동안 클럽의 경영진에게 깊은 인상을 남긴 후, 2013년 7월 27일에 당시 에이르스터 디비시 팀 엑셀시오르에 입단했다.

### 리즈 유나이티드
이적 마감일인 2015년 9월 1일, 보타카는 잉글랜드의 리즈 유나이티드와 2년 계약을 맺었고, 이적료는 공개되지 않았지만 100만 파운드 정도로 알려졌다. 그는 2015/16 시즌 등번호 20번을 받았다.
9월 27일, 보타카는 미들즈브러와의 경기에서 리즈 유나이티드 데뷔 전을 치렀고, 3-0으로 패한 경기에서 선발로 출전했다. 원래 새로운 수석 코치 스티브 에번스 아래에서 리즈에서 약간의 파트 플레이어가 된 후, 보타카는 훈련에 깊은 인상을 받았고, 시즌이 끝날 무렵 에번스는 리즈가 보타카에 대해 "진짜 선수가 여기 있다"고 말하면서 팀에 돌아왔다. 2016년 4월 24일, 헐 시티와의 경기에서 스튜어트 댈러스의 어시스트를 받은 후, 컨디션으로 돌아온 보타카는 에번스의 시즌 초반 비판이 틀렸다는 것을 증명하기 위해 그의 활약을 공으로 돌렸다.
2016-17 시즌을 앞두고 보타카는 개리 몽크의 새로운 감독직 이후 첫 팀 기회가 제한적이라는 것을 알게 되었다. 결과적으로 그는 리즈 유나이티드와의 이적과 연결될 수 있었다. 보타카는 찰턴 애슬레틱에서 임대된 후 2016/17 시즌을 마치고 방출되었다.

### 신트트라위던
리즈 유나이티드에 의해 방출된 후, 보타카는 벨기에로 돌아와 2017-18 시즌이 시작되기 전인 2017년 6월 26일 신트트라위던과 계약하여 3년 계약을 체결했다. 그는 이적하기 4년 전에 팀에서 시험을 받았다.
보타카는 헨트를 상대로 3-2 승리를 거두며 시즌 개막전에서 사뮈엘 아사모아와 교체 투입되어 신트트라위던 데뷔 전을 치렀다. 2017년 9월 19일, 그는 뢰번과의 벨기에 컵 3라운드에서 4-2 승리를 거두며 팀의 첫 골을 기록했다.

## 국가대표팀 경력
2012년 네덜란드 U-19 국가대표팀에서 활약한 보카타는 네덜란드의 윔 반 잠 감독에 의해 콩고 민주 공화국 국가대표팀에 발탁되었고, 보타카는 그의 출생 국가에 대한 소집을 수락하여 2015년 3월 28일 이란과의 경기에서 콩고 민주 공화국 국가대표팀 데뷔 전을 치렀다.
2015년 6월 9일, 보타카는 1-1로 비긴 카메룬과의 경기에서 콩고 민주 공화국 국가대표로 골을 넣었다. 2015년 10월 12일, 보타카는 가봉과의 경기에서 야니크 볼라시의 슛으로 리바운드를 잡아낸 후, 콩고 민주 공화국 국가대표로 두 번째 골을 넣었다. 다음 해, 보타카는 마다가스카르를 상대로 두 골을 더 넣었다.
보타카는 2017년 1월 대회 기간 동안 콩고 민주 공화국의 2017년 아프리카 네이션스컵 선수단에 이름을 올렸다.